# MTV Video Music Awards
Les MTV Video Music Awards (MTV VMA's) ont été créés en 1984 par la chaîne de télévision câblée musicale américaine MTV. Elle a pour but de récompenser les meilleurs vidéo-clips de l'année. Créés à l'origine pour compléter les Grammy Awards, qui ne récompensaient pas les clips, le show est devenu une véritable institution qui réunit toutes les célébrités du monde de la musique, de la danse, du cinéma, de la mode et de la télévision (d'ailleurs, la cérémonie fut souvent appelée le "Super Bowl pour la jeunesse", une preuve de sa capacité à attirer des millions d'adolescents chaque année). Ces prix devinrent des plus convoités à partir de 2001. Les gagnants obtiennent des statues représentant un astronaute sur la Lune (nommé en anglais "moonman", puis "Moon Person" depuis 2017), qui est l'une des premières « représentations » de MTV. La statue fut conçue par la société Manhattan Design (qui furent les créateurs du logo d'origine de MTV) d'après un passage animé du segment "Top of the Hour" de 1981 créé par Fred Seibert et produit par Alan Goodman et Buzz Potamkin, de Buzzco Associates. La statue est désormais produite par une société new-yorkaise, Society Awards. Depuis 2006, les téléspectateurs peuvent voter pour leurs clips préférés dans toutes les catégories en visitant le site Internet de MTV.
L'émission est diffusée le dernier jeudi de chaque mois d'août. C'est notamment lors de la cérémonie de 2003 que Madonna embrassa sur la bouche Britney Spears et que Britney Spears porta autour de son coup un serpent en 2001, ou bien que Lady Gaga porta sa fameuse robe en viande en 2010. Comme pour les Oscars, la soirée est présentée par un animateur vedette qui change tous les ans, et est ponctuée par de nombreux lives. Beyoncé est détentrice du record du nombre de récompenses gagnées aux MTV VMA's avec vingt-trois prix.

## Prix décernés
Les prix décernés sont nombreux et variés, souvent originaux.

### Actuels
- Vidéo de l'année (Video of the Year)
- Artiste de l'année (Artist of the Year)
- Chanson de l'année (Song of the Year)
- Meilleur nouvel artiste (Best New Artist in a Video de 1984 à 2006, Artist to Watch de 2013 à 2015, Best New Artist)
- Meilleure vidéo Hip-Hop (Best Hip-Hop Video de 1999 à 2016, catégorie renommée "Best Hip-Hop" à partir de 2016)
- Meilleure vidéo pop (Best Pop Video)
- Meilleure vidéo rock (Best Rock Video)
- Meilleure collaboration (Best Collaboration)
- Prix MTV Clubland (MTV Clubland Award)
- Meilleur clip vidéo comportant un message social (Best Video with a social Message)
- Meilleure photographie (Best Cinematography)
- Meilleur montage (Best Editing)
- Meilleure chorégraphie (Best Choreography)
- Meilleure réalisation (Best Direction)
- Meilleure direction artistique (Best Art Direction)
- Meilleurs effets visuels (Best Visual Effects)
- Groupe de l'année (Group of the Year)
- Prix Vanguard (Vanguard Award)
- Meilleure performance dans le métavers

### Anciens
- Meilleur clip vidéo d'un film (Best Video from a Film) (1987–2003)
- Meilleure vidéo R'n'B (Best R&B Video)
- Meilleure vidéo dance (Best Dance Video)
- Meilleure vidéo rap (Best Rap Video)
- Choix des téléspectateurs (Viewer's Choice)
- MTV2 Award
- Meilleure bande son de jeu vidéo (Best Video Game Soundtrack)
- Meilleure musique de jeu vidéo (Best Video Game Score)
- Sonnerie de l'année (Ringtone of the Year)
- Meilleure vidéo masculine (Best Male Video, 1984-2016, remplacé par Artist of the Year)
- Meilleure vidéo féminine (Best Female Video, 1984-2016, remplacé par Artist of the Year)

## Cérémonies
| Année | Date         | Lieu de la cérémonie                   | Ville hôte             | Présentateur(s)                                                                                 | Gagnant de la Vidéo de l'Année                                                                            | Ref.   |
| ----- | ------------ | -------------------------------------- | ---------------------- | ----------------------------------------------------------------------------------------------- | --- | ------ |
| 1984  | 14 septembre | Radio City Music Hall                  | New York               | Dan Aykroyd et Bette Midler                                                                     | You Might Think par The Cars (réalisée par Jeff Stein et Charlex)                                         | [ 2 ]  |
| 1985  | 13 septembre | Radio City Music Hall                  | New York               | Eddie Murphy                                                                                    | The Boys of Summer par Don Henley (réalisée par Jean-Baptiste Mondino)                                    | [ 3 ]  |
| 1986  | 5 septembre  | Palladium (en), Universal Amphitheatre | New York, Los Angeles  | Les VJ de MTV: "Downtown" Julie Brown, Mark Goodman, Alan Hunter, Martha Quinn et Dweezil Zappa | Money for Nothing par Dire Straits (réalisée par Steve Barron)                                            | [ 4 ]  |
| 1987  | 11 septembre | Universal Amphitheatre                 | Los Angeles            | Les VJ de MTV: "Downtown" Julie Brown, Carolyne Heldman, Dweezil Zappa et Kevin Seal            | Sledgehammer par Peter Gabriel (réalisée par Stephen R. Johnson)                                          | [ 5 ]  |
| 1988  | 7 septembre  | Universal Amphitheatre                 | Los Angeles            | Arsenio Hall                                                                                    | Need You Tonight / Mediate par INXS (réalisée par Richard Lowenstein)                                     | [ 6 ]  |
| 1989  | 6 septembre  | Universal Amphitheatre                 | Los Angeles            | Arsenio Hall                                                                                    | This Note's for You par Neil Young (réalisée par Julien Temple)                                           | [ 7 ]  |
| 1990  | 6 septembre  | Universal Amphitheatre                 | Los Angeles            | Arsenio Hall                                                                                    | Nothing Compares 2 U par Sinéad O'Connor (réalisée par John Maybury)                                      | [ 8 ]  |
| 1991  | 5 septembre  | Universal Amphitheatre                 | Los Angeles            | Arsenio Hall                                                                                    | Losing My Religion par R.E.M. (réalisée par Tarsem Singh)                                                 | [ 9 ]  |
| 1992  | 9 septembre  | Pauley Pavilion                        | Westwood               | Dana Carvey                                                                                     | Right Now par Van Halen (réalisée par Mark Fenske)                                                        | [ 10 ] |
| 1993  | 2 septembre  | Universal Amphitheatre                 | Universal City         | Christian Slater                                                                                | Jeremy par Pearl Jam (réalisée par Mark Pellington)                                                       | [ 11 ] |
| 1994  | 8 septembre  | Radio City Music Hall                  | New York               | Roseanne Barr                                                                                   | Cryin' par Aerosmith (réalisée par Marty Callner)                                                         | [ 12 ] |
| 1995  | 7 septembre  | Radio City Music Hall                  | New York               | Dennis Miller                                                                                   | Waterfalls par TLC (réalisée par F. Gary Gray)                                                            | [ 13 ] |
| 1996  | 4 septembre  | Radio City Music Hall                  | New York               | Dennis Miller                                                                                   | Tonight, Tonight par The Smashing Pumpkins (réalisée par Jonathan Dayton et Valerie Faris)                | [ 14 ] |
| 1997  | 4 septembre  | Radio City Music Hall                  | New York               | Chris Rock                                                                                      | Virtual Insanity par Jamiroquai (réalisée par Jonathan Glazer)                                            | [ 15 ] |
| 1998  | 10 septembre | Universal Amphitheatre                 | Los Angeles            | Ben Stiller                                                                                     | Ray of Light par Madonna (réalisée par Jonas Åkerlund)                                                    | [ 16 ] |
| 1999  | 9 septembre  | Metropolitan Opera House               | New York               | Chris Rock                                                                                      | Doo Wop (That Thing) par Lauryn Hill (réalisée par Big TV!)                                               | [ 17 ] |
| 2000  | 7 septembre  | Radio City Music Hall                  | New York               | Marlon Wayans et Shawn Wayans                                                                   | The Real Slim Shady par Eminem (réalisée par Dr. Dre et Philip Atwell)                                    | [ 18 ] |
| 2001  | 6 septembre  | Metropolitan Opera House               | New York               | Jamie Foxx                                                                                      | Lady Marmalade par Christina Aguilera, Lil' Kim, Mýa et P!nk ft. Missy Elliott (réalisée par Paul Hunter) | [ 19 ] |
| 2002  | 29 août      | Radio City Music Hall                  | New York               | Jimmy Fallon                                                                                    | Without Me par Eminem (réalisée par Joseph Kahn)                                                          | [ 20 ] |
| 2003  | 28 août      | Radio City Music Hall                  | New York               | Chris Rock                                                                                      | Work It par Missy Elliott (réalisée par Dave Meyers)                                                      | [ 21 ] |
| 2004  | 29 août      | American Airlines Arena                | Miami                  | NC                                                                                              | Hey Ya! par OutKast (réalisée par Bryan Barber)                                                           | [ 22 ] |
| 2005  | 28 août      | American Airlines Arena                | Miami                  | Sean « Diddy » Combs                                                                            | Boulevard of Broken Dreams par Green Day (réalisée par Samuel Bayer)                                      | [ 23 ] |
| 2006  | 31 août      | Radio City Music Hall                  | New York               | Jack Black                                                                                      | I Write Sins Not Tragedies par Panic! at the Disco (réalisée par Shane Drake)                             | [ 24 ] |
| 2007  | 9 septembre  | Palms casino-resort                    | Las Vegas              | NC                                                                                              | Umbrella par Rihanna ft. Jay-Z (réalisée par Chris Applebaum)                                             | [ 25 ] |
| 2008  | 7 septembre  | Paramount Studios                      | Los Angeles            | Russell Brand                                                                                   | Piece of Me par Britney Spears (réalisée par Wayne Isham)                                                 | [ 26 ] |
| 2009  | 13 septembre | Radio City Music Hall                  | New York City          | Russell Brand                                                                                   | Single Ladies (Put a Ring on It) par Beyoncé (réalisée par Jake Nava)                                     | [ 27 ] |
| 2010  | 12 septembre | Nokia Theatre                          | Los Angeles            | Chelsea Handler                                                                                 | Bad Romance par Lady Gaga (réalisée par Francis Lawrence)                                                 | [ 28 ] |
| 2011  | 28 août      | Nokia Theatre                          | Los Angeles            | NC                                                                                              | Firework par Katy Perry (réalisée par Dave Meyers)                                                        | [ 29 ] |
| 2012  | 6 septembre  | Staples Center                         | Los Angeles            | Kevin Hart                                                                                      | We Found Love par Rihanna ft. Calvin Harris (réalisée par Melina Matsoukas)                               | [ 30 ] |
| 2013  | 25 août      | Barclays Center                        | Brooklyn, New York     | NC                                                                                              | Mirrors par Justin Timberlake (réalisée par Floria Sigismondi)                                            | [ 31 ] |
| 2014  | 24 août      | The Forum                              | Inglewood (Californie) | NC                                                                                              | Wrecking Ball par Miley Cyrus (réalisée par Terry Richardson)                                             | [ 32 ] |
| 2015  | 30 août      | Microsoft Theater                      | Los Angeles            | Miley Cyrus                                                                                     | Bad Blood par Taylor Swift ft. Kendrick Lamar (réalisée par Joseph Kahn)                                  | [ 33 ] |
| 2016  | 28 août      | Madison Square Garden                  | New York               | NC                                                                                              | Formation par Beyoncé (réalisée par Melina Matsoukas)                                                     | [ 34 ] |
| 2017  | 27 août      | The Forum                              | Inglewood              | Katy Perry                                                                                      | Humble par Kendrick Lamar (réalisée par Dave Meyers et "The Little Homies")                               | [ 35 ] |
| 2018  | 20 août      | Radio City Music Hall                  | New York               | NC                                                                                              | Havana par Camila Cabello ft. Young Thug (réalisée par Dave Meyers)                                       | [ 36 ] |
| 2019  | 26 août      | Prudential Center                      | Newark                 | Sebastian Maniscalco                                                                            | You Need to Calm Down par Taylor Swift (réalisée par Taylor Swift et Drew Kirsch)                         | [ 37 ] |
| 2020  | 30 août      | One Astor Plaza                        | New York               | Keke Palmer                                                                                     | Blinding Lights par The Weeknd (réalisée par)                                                             |        |
| 2021  | 12 septembre | Barclays Center                        | New York               | Doja Cat                                                                                        | Montero (Call Me by Your Name) par Lil Nas X (réalisée par)                                               |        |
| 2022  | 28 août      | NC                                     | NC                     | NC                                                                                              | NC | [ 38 ] |

## Faits marquants
- 1984 : Premiers VMA's, Madonna ouvre la cérémonie en sortant d'un gâteau surprise et chante son Like a Virgin, vêtue d'une robe de mariée avec inscrit « Boy Toy » (« Jouet pour garçon ») sur celle-ci.
- 1991 : Les membres du groupe Poison se battent en direct lors de la cérémonie.
- 1992 : Nirvana doit faire un live, mais une dispute éclate entre Kurt Cobain et Axl Rose de Guns N' Roses.
- 1994 : Michael Jackson et sa femme Lisa Marie Presley ouvrent la cérémonie et y officialisent leur union en s'embrassant devant le public.
- 1995 : Michael Jackson fait l'ouverture de la cérémonie. Sa prestation est la plus longue de l'histoire de la cérémonie : 15 minutes.
- 1996 : Kiss donne un concert, durant lequel le groupe interprète quelques titres : Rock N' Roll All Nite, Love Gun, Deuce, New York Groove et Calling Dr. Love. C'est un concert avec des feux d'artifice.
- 1997 : Puff Daddy chante en live avec les artistes présents dans son titre (sorti peu de temps avant sur l'album No Way Out), I'll Be Missing You, en hommage à The Notorious B.I.G., tout juste assassiné.
- 1998 : Rose McGowan alors en couple avec le chanteur Marilyn Manson apparaîtra sur le tapis rouge au bras de son compagnon, vêtue d'une robe transparente qui suscitera de nombreuses polémiques. La chanteuse Charli XCX rendra hommage à ce moment dans son titre 1999 sorti en 2018.
- 1998 : Tré Cool monte sur l'Universal Globe de MTV à la fin de la cérémonie lors d'une entrevue Live avec le groupe de Green Day
- 1999 : Lil' Kim arrive à la cérémonie avec un de ses seins totalement exposé, et seulement un petit bout de tissus sur son mamelon.
- 2001 : La cérémonie s'ouvre sur un hommage à la chanteuse Aaliyah disparue tragiquement quelques jours plus tôt dans un crash aérien. Britney Spears chante son single I'm a Slave for You avec un boa albinos sur ses épaules.
- 2002 : Pendant toute la soirée, on annonce une grosse surprise pour clore la cérémonie, qui se révèle être le retour de Guns N' Roses.
- 2003 : Britney Spears, Madonna et Missy Elliott font l'ouverture de la cérémonie. Britney Spears reprend Like a Virgin en robe de mariée (avec le Boy Toy sur la ceinture et le gâteau surprise) pour un clin d'œil à la toute première cérémonie VMA en 1984. Madonna rentre en scène, cette fois vêtue d'un smoking de marié, et enchaîne avec son tube Hollywood en compagnie de sa protégée . Elle embrasse Britney Spears . Missy Elliott enchaîne avec son single Work It.
- 2005 : Les MTV VMA's de 2005 sont diffusés seulement trois jours après le passage de l'ouragan Katrina. Eva Longoria apparaît en bikini et déclare « Je n'ai peur d'aucun ouragan ! »
- 2006 : Les MTV VMA's de 2006 sont ceux de la nouveauté. En effet, ce sont les téléspectateurs qui votent pour les catégories concernant les artistes (Best Video ; Best Male; Best Female; etc).
- 2007 : Après quatre ans d'absence, Britney Spears ouvre les MTV VMA's 2007 avec Gimme More. La chanteuse en petite tenue semble gauche et mal à l'aise avec son playback. La prestation sera jugée catastrophique par les critiques et un bon nombre de téléspectateurs.
- 2008 : Tokio Hotel, sont les premiers artistes allemands à gagner un MTV award. Britney Spears fait son retour médiatique sur le devant de la scène après une longue période de dépression, elle gagne trois prix.
- 2009 : Madonna et Janet Jackson rendent hommage à Michael Jackson, disparu trois mois plus tôt. Alors que Taylor Swift remporte l'award du meilleur clip devant Beyoncé, Kanye West monte sur scène pour dire que le clip de Beyoncé est « un des meilleurs de tous les temps ». Son intervention est huée par le public et très critiquée (notamment par Barack Obama qui, lors d'une interview, déclare que Kanye West est un crétin (« jackass »)). Beyoncé remporte le prix de la meilleure vidéo de l'année avec  Single Ladies (Put A Ring On It), et invite alors Taylor Swift à la rejoindre sur scène afin qu'elle puisse terminer ses remerciements et « profiter de son moment ». À noter aussi que Lady Gaga fait sa première prestation aux MTV et scandalise les médias en simulant sa mort.

- 2010 : Lady Gaga reçoit 13 nominations + 3 autres grâce à son featuring avec Beyoncé dans "VIdeo Phone" dans 9 catégories différentes, elle en gagnera 8, ce qui fait d'elle l'artiste la plus nommée en une cérémonie depuis la création des MTV Video Music Awards à nos jours. De plus, Lady Gaga devient aussi la seule artiste à avoir 2 clips vidéos nommés dans la catégorie « Video of the Year » en une cérémonie depuis la création du Gala. Ainsi la chanteuse  devient la seule à avoir pulvérisé deux records en une cérémonie des VMA. De plus, elle créa polémique à la suite de sa robe en viande.

- 2011 : La cérémonie est ouverte par Jo Calderone, alter-ego masculin de Lady Gaga et ce dernier interprète le titre Yoü and I. De plus, une rumeur raconte que Lady Gaga aurait porté une prothèse de pénis durant toute la  soirée. À la fin de sa prestation, la chanteuse Beyoncé annonce qu'elle et son mari, le rappeur Jay-Z, attendent leur premier enfant. Bruno Mars rend hommage à Amy Winehouse en interprétant Valerie. Britney Spears, quant à elle, reçoit un prix, remis par Jo Calderone, récompensant l'ensemble de sa carrière.

- 2013 : Lady Gaga ouvre la cérémonie avec sa performance de son premier single Applause, durant celle-ci elle change cinq fois de tenue, se retrouvant à la fin de la prestation en Venus moderne, coquillage sur la poitrine et string à fleurs. Miley Cyrus donne une prestation très osée lors de la cérémonie en interprétant We Can't Stop avec tenue, grimaces provocantes, positions suggestives. Cette interprétation aura suscité l'indignation d'une partie de la presse et des américains.

- 2014 : Lors du show de Jessie J, Ariana Grande et Nicki  Minaj, cette dernière craque sa robe. Nicki Minaj fait un show très hot pour sa chanson Anaconda. Et la chanteuse Beyoncé, remporte le prix du Michael Jackson Video Vanguard Award, par sa fille Blue Ivy Carter et son mari Jay-Z, en l'honneur de sa carrière et plus précisément de son album visuel Beyoncé.
- 2015 : À la fin de sa représentation, Justin Bieber craque et s'effondre en larmes devant le public. Les tenues assez dénudées de Miley Cyrus font également parler d'elle. À la fin de la cérémonie, Miley en profite pour annoncer la sortie de son nouvel album, Miley Cyrus and Her Dead Petz en téléchargement gratuit sur internet. Lorsque Nicki Minaj reçoit son prix, elle tente de régler ses comptes avec Miley, mais cette dernière l'ignore poliment. Taylor Swift concourant dans certaines mêmes catégories que Beyoncé, les caméras restent braquées quelques instants sur Kanye West (en rapport avec son intervention 6 ans plus tôt).
- 2016 : neuf ans après sa performance catastrophique de Gimme More, Britney Spears marque son retour sur la scène des VMA en interprétant avec G-Eazy son single Make Me... puis le single de celui-ci Me, Myself & I. Rihanna, quant à elle, reçoit un prix, remit par Drake, récompensant l'ensemble de sa carrière. Ce moment sera marqué d'un malaise lorsque Drake essaye d'embrasser Rihanna. La performance des Chainsmokers et de Halsey sera jugée comme malaisante à la suite des rapprochements entre Andrew Taggert et la chanteuse. Kanye West fait un discours pendant 6 minutes. Et Beyoncé reçoit 8 trophées avec 11 nominations elle devient la personne la plus récompense de cette cérémonie.
- 2017 : P!nk reçoit un prix, remis par Ellen DeGeneres, récompensant l'ensemble de sa carrière. La vidéo Look What You Made Me Do de Taylor Swift est diffusée pour la première fois à la télé pendant la cérémonie (exclusivité mondiale). Lors de la performance des Fifth Harmony, les quatre membres apparaissent sur scène avec une autre personne avant qu'elle soit éjectée (faisant référence au départ de Camila Cabello).